# القفازات الذهبية
القفازات الذهبية (بالإنجليزية: Golden Gloves)‏ هي منظمة تروج للمسابقات السنوية ملاكمة الهواة في الولايات المتحدة، حيث يتم منح الفائزين حزامًا وخاتمًا ولقب البطل الوطني.